# Stomatanthes oblongifolius
Stomatanthes oblongifolius là một loài thực vật có hoa trong họ Cúc. Loài này được (Sch.Bip. ex Baker) H.Rob. miêu tả khoa học đầu tiên năm 1970.